# 羅基特內區 (羅夫諾州)

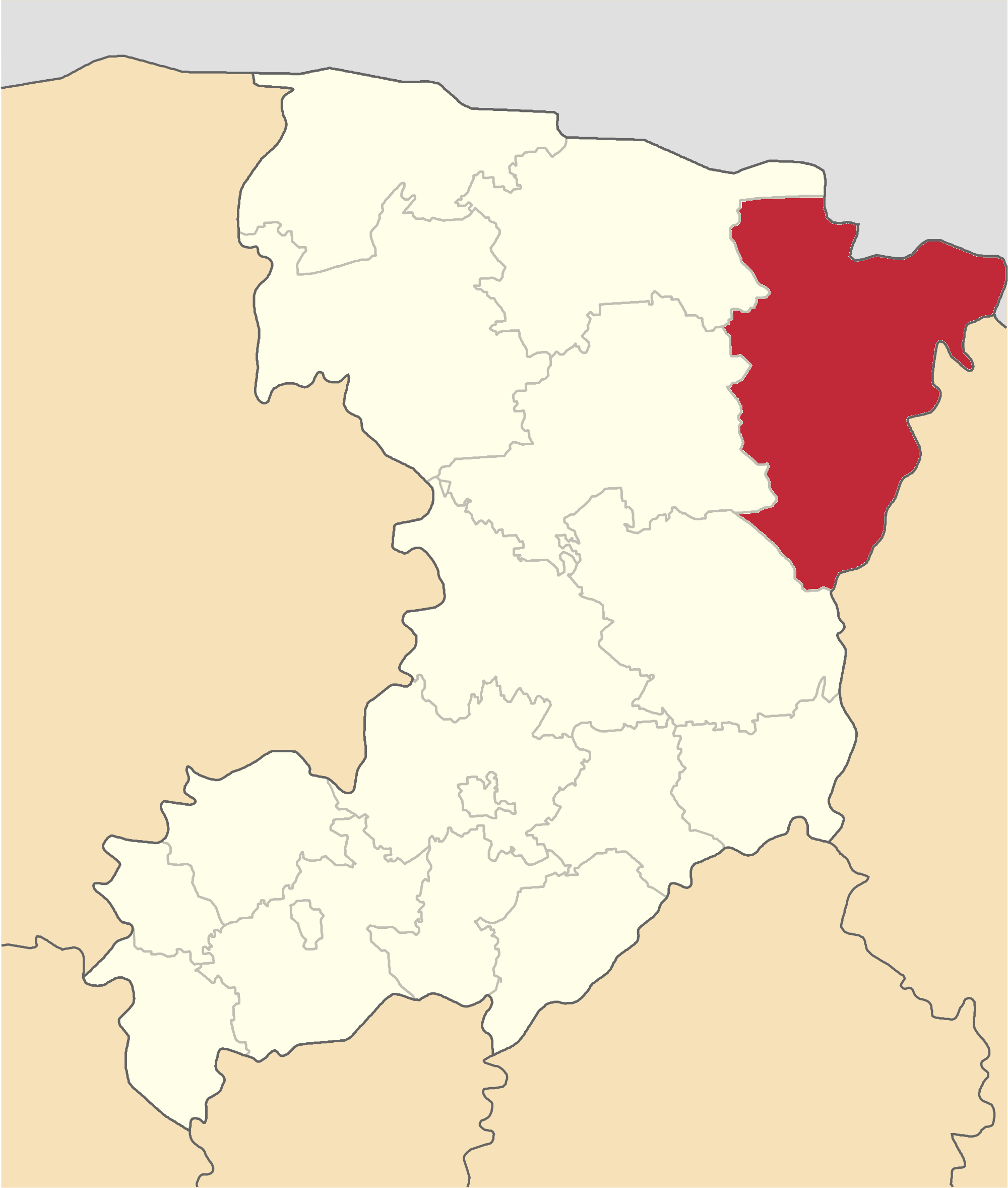
羅基特内區在里夫内州的位置

羅基特内區（烏克蘭語：Рокитнівський район）是烏克蘭西北部羅夫諾州的舊區，行政中心为羅基特内，並於2020年撤銷。該區面積2,350平方公里，2015年人口56,276，人口密度每平方公里23.9人。